# 国家可再生能源实验室
国家可再生能源实验室（英語：简称NREL），位于美国科罗拉多州戈尔登，是专门从事可再生能源和能源效率的研究和开发的机构。 NREL是政府所有的、由承包商经营设施，并由美国能源部提供资金支持。在这样的安排下，个人实体代表联邦政府经营整个实验室。 NREL也会收到国会的资金，以用于研究和进一步开发的项目。 NREL还国家光伏中心之下开展太阳能光电 (PV)的研究。 因此NREL在光伏发电领域具有不小的研究实力，包括研究、开发、测试和部署。 NREL的研究基地内有多个设施专门用于光伏研究。
NREL的研究领域包括研究和发展可再生发电、能源生产、系统集成化，以及能源的持续运输。

## 历史
成立于1974年， NREL于1977年开始作为太阳能研究所运作。 在吉米·卡特政府的领导下，其活动超越了太阳能的研究和开发，因为它试图普及已有技术的知识，如被动式太阳能。 在罗纳德·里根执政期间，该研究所的预算减少了近90％; 许多员工“被迫降低”，实验室的活动降低到研发。
在后来的几年里，对能源问题的重新关注改善了研究所的地位，但资金却有所波动。 2011年，预计国会预算短缺导致自愿收购计划减少100至150名员工。 2016财年的预算为4.274亿美元，低于五年前的5.365亿美元的峰值。 预算的变化有时迫使NREL削减人员。
Martin Keller 于 2015 年 11 月成为 NREL 第九任主任，目前担任实验室主任及其运营承包商可持续能源联盟有限责任公司的总裁。 他接替了 Dan Arvizu，后者在担任这些职务 10 年后于 2015 年 9 月退休。